# Ulugh Kan
Almas Beg o Ulugh Kan Khalji fue un general de la dinastía Khilji, hermano del sultán Alaudín Khilji. Almas Beg fue nombrado 'Barbeg' y apodado Ulugh Kan tras el ascenso de su hermano al trono (1296). 
Había sido uno de los principales lugartenientes de Alaudín en su golpe contra su predecesor, Jalaluddin Khilji, y pasó a ser uno de sus principales apoyos siendo mencionado en el Tarikh i Firoze Shahi de Ziauddin Barani como uno de los cuatro grandes kanes junto a Zafar Kan, Nusrat Kan y Alp Kan. Tras ganar la guerra civil, comandó junto a Zafar Kan un ejército de 30.000 a 40.000 jinetes contra Multán, sede de los Jalali que se oponían a los Khilji.
Como general destacó especialmente al derrotar un intento de invasión mongol en Punyab en febrero de 1298. Posteriormente Ulugh Kan lideró la defensa de la dinastía Khilji contra los mongoles. Mejoró las fortificaciones de la frontera y estableció guarniciones. Derrotó ejércitos mongoles en las batallas de Jalandhar (1298), Kili (1299), Amroha (1305) y Ravi (1306).

Durante sus 20 años de reinado, Alaudín llevó a cabo vaios campañas que extendieron su autoridad. [...] Amenazado por la expansión mongola desde Asia Central, repelió con éxito diversos ataques mongoles en el noroeste de la India entre 1296 y 1308. [...] Las invasiones mongolas de 1305 también fueron derrotadas, primero en Amroha y luego en la ribera del río Ravi, permitiendo a Alaudín lanzar expediciones de castigo contra el Afganistán mongol.

En 1297, Alaudín Khilji envió un ejército bajo el mando de Ulugh Kan y Nusrat Kan para conquistar Guyarat. Ulugh Kan recibió tras ello el iqtá de Bayana. En 1301, recibió Ranthambhor, que gobernó hasta su muerte, probablemente a raíz de un envenenamiento, en 1315.